# Marietta Olly

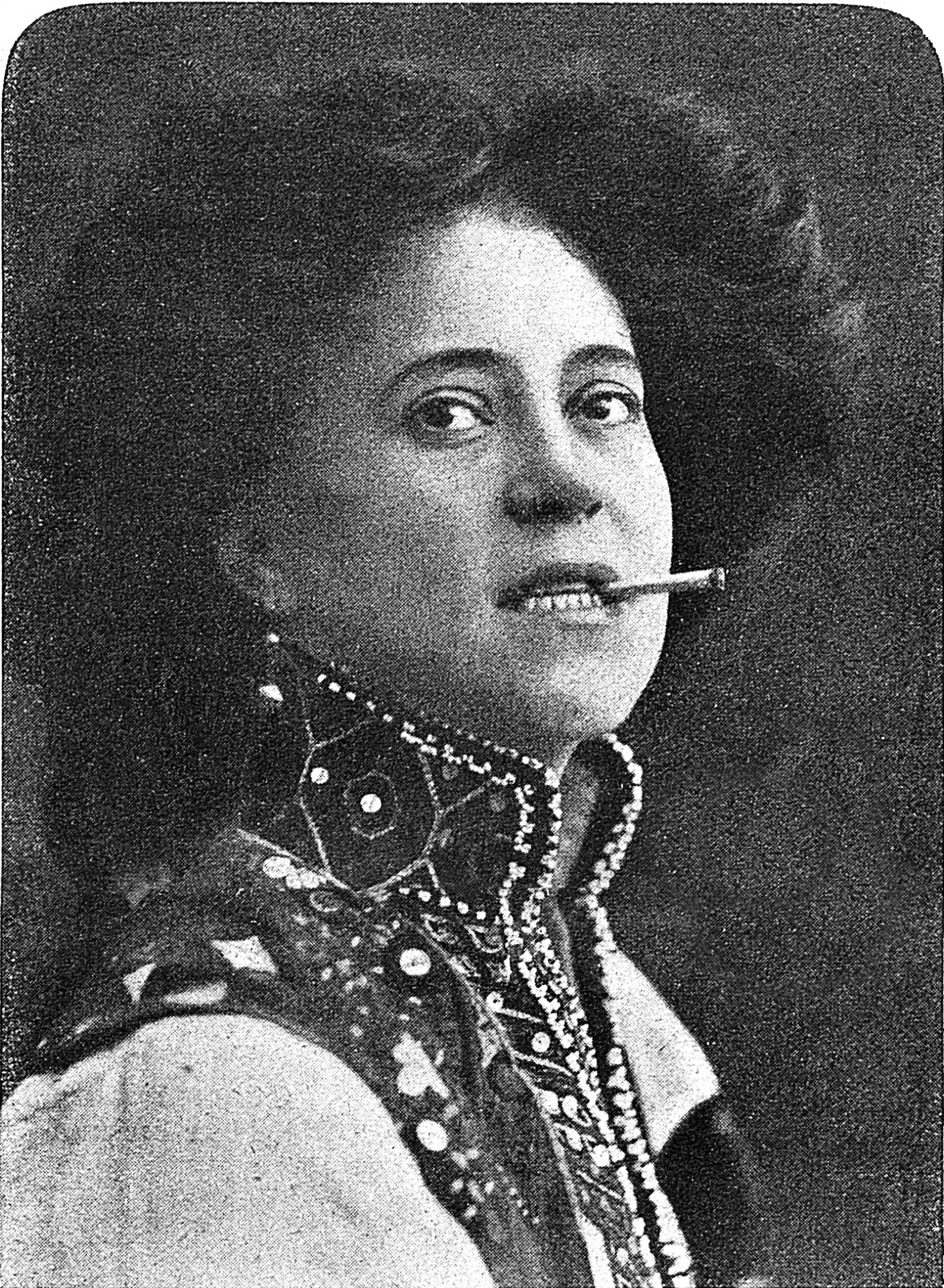
Marietta Olly, Der Weltspiegel. 8. Jänner 1905

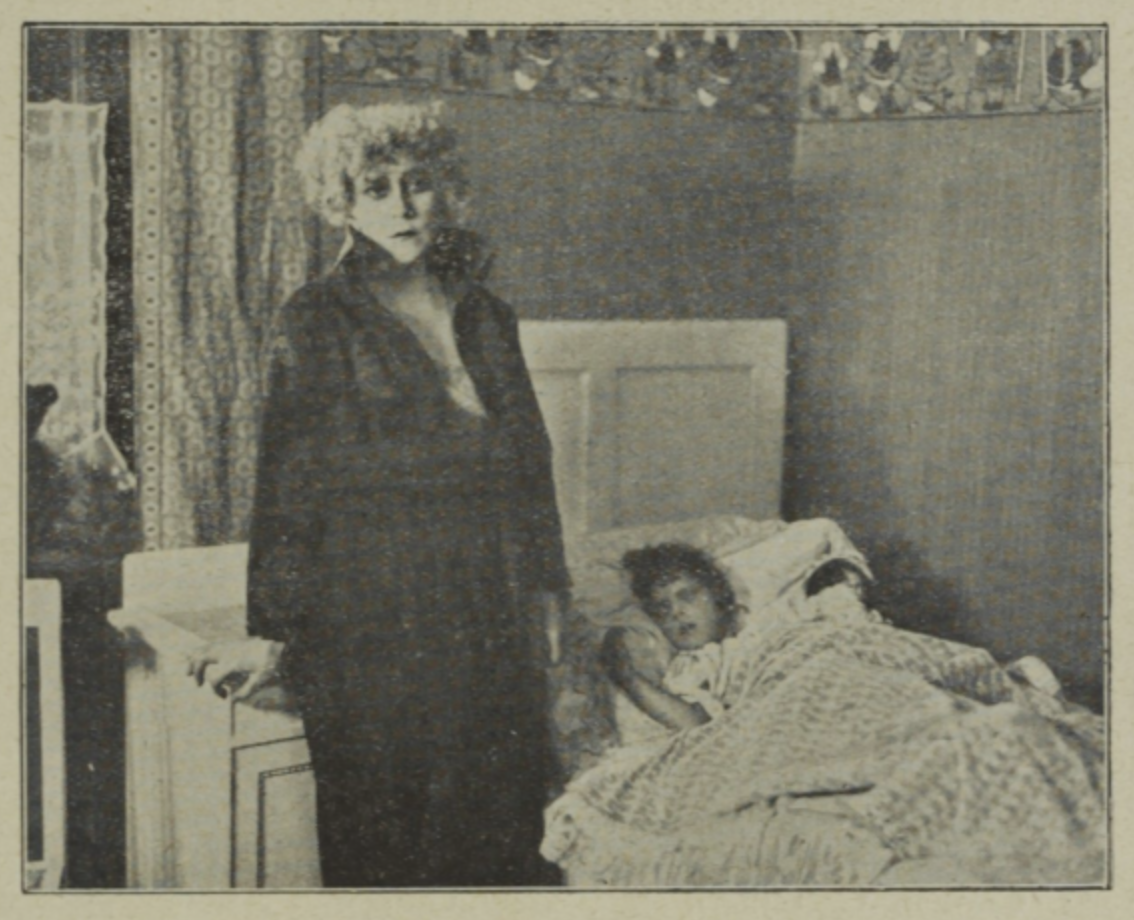
Marietta Olly, Die Filmwelt, circa 1921

Marietta Olly, gebürtige Maria Amalia Nowak, verheiratete Wolffskeel von Reichenberg, verheiratete Hutter, (* 4. Jänner 1873 in Wien, Österreich-Ungarn; † 1. Mai 1946 in Wien, Österreich) war eine österreichische Tänzerin sowie Theater- und Filmschauspielerin.

## Leben
Geboren wurde sie als Maria Amalia Nowak in Wien. Ihr Debüt hatte sie als Tänzerin der k.k. Hofoper in Wien und trat dort zwischen 1890 und 1896 als Corpstänzerin auf. Einen Neustart ihrer Karriere samt Namenswechsel zu Olly dürfte sie um 1896 gemacht haben. Sie gibt an, in einer Faschingsmatinee am Hoftheater in München ihren ersten Auftritt gehabt zu haben und danach neun Monate durch Italien getourt zu sein. Gewiss ist, dass sie im Frühjahr 1897 von Ernst von Possart nach München engagiert wurde und ab 1900 eine von drei Hofballett-Solotänzerinnen war. Sie blieb (mit ihrer Mutter) bis zum 1. April 1902. Am 30. Juni 1903 heiratete sie in Marylebone, London, ohne die Erlaubnis seiner Familie und seiner Vorgesetzten beim Heer, den jungen Adeligen Eberhard Graf Wolffskeel von Reichenberg, der deswegen nach Fernost versetzt wurde. In der Folge wurden sie geschieden und sie heiratete einen Wiener Privatier namens Eduard Hutter. Sie spielte am Deutschen Theater Berlin und war bis 1936 als Filmschauspielerin tätig. Bei der Wiener Premiere von Arthur Schnitzlers Reigen 1921 spielte sie die „Schauspielerin“.

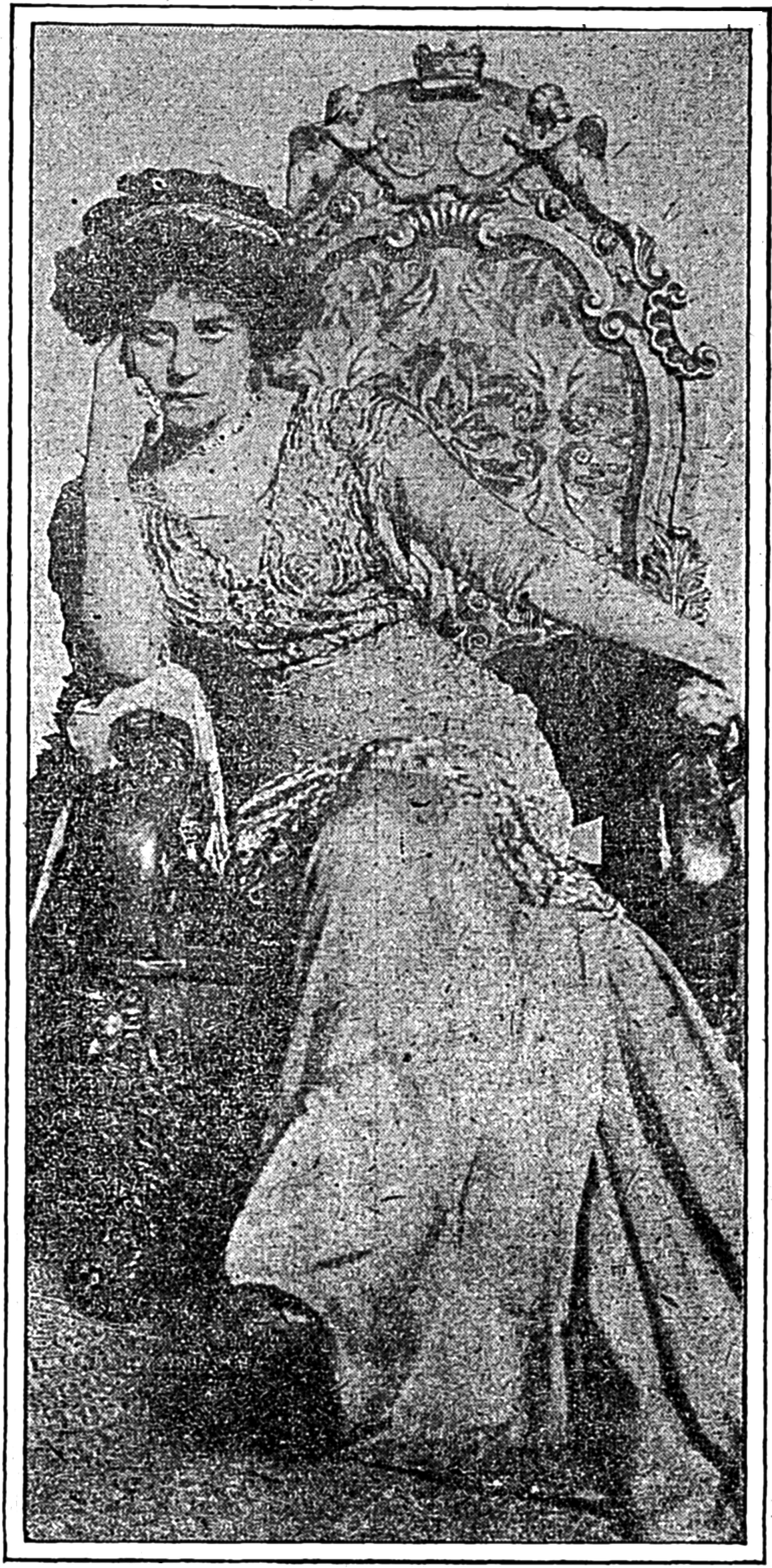
Marietta Olly, New York Times, 27. März 1910

## Trivia
Im Zuge eines Gastspiels in New York 1910 und 1911 wurden Bilder von ihr als Zigaretten-Sammelbildchen aufgelegt, einmal für Fatima Turkish Cigarettes, einmal für Old milk cigarettes.

## Filmografie
- 1921: Ich hab’s getan (Kurzfilm)
- 1922: Der Mann, der das Lachen verlernte
- 1933: Die Blume von Hawaii
- 1935: Anschlag auf Schweda
- 1935: Hilde Petersen postlagernd